# Willian
Willian Borges da Silva (Ribeirão Pires, Estado de São Paulo, 9 de agosto de 1988) es un futbolista brasileño que juega como delantero.

## Trayectoria
Empezó su carrera en las filas del Corinthians haciendo buenas actuaciones y deslumbrando a equipos como el Arsenal, Milan u Olympique Lyonnais, pero finalmente lo fichó el Shakhtar Donetsk en 2007. En dicho club jugaría durante 5 temporadas, elevando considerablemente su nivel. Antes de ir a Ucrania quedó campeón del Brasileirão en 2005, no obstante solo participó de la pretemporada del Corinthians, a pesar de ello fue inscrito por el club para disputar el torneo aunque finalmente no debutó hasta 2006.

### Shakhtar Donetsk
En el equipo ucraniano era titular indiscutible y era uno de los pilares del equipo. Sus buenas actuaciones en el Shakhtar Donetsk hicieron que el Chelsea F. C. llegara a ofrecer hasta 35 millones de euros para hacerse con el jugador internacional brasileño, pero su club los rechazó ya que había renovado hasta 2014 y su cláusula ascendió de 40 a 90 millones de euros.
Formó una gran asociación con los también brasileños Alex Teixeira, Douglas Costa y Luiz Adriano. A pesar de haber renovado su contrato con el club, a finales de enero fue transferido al Anzhi Majachkalá de la Premier League de Rusia. Al finalizar su paso por el club ucraniano, ganó 14 títulos (1 internacional y 13 locales).

### Anzhi Majachkalá
El 30 de enero de 2013 firmó por el Anzhi Majachkalá a cambio de 37,4 millones de euros y 5 años de contrato con el club ruso. Hizo su debut con el Anzhi en un partido de Europa League donde jugó 79 minutos.

### Londres
El 25 de agosto de 2013 fichó por el Chelsea F. C. a cambio de 37,4 millones de euros, al igual que pasó en el traspaso al Anzhi, y 5 años de contrato. A su llegada al Chelsea se le otorgó el dorsal con el número 22. En la temporada 2014-15 ganó la Capital One Cup, y en mayo se consagró campeón de la Premier League. El 25 de noviembre de 2015 se convirtió en el primer jugador en anotar 4 goles en la Liga de Campeones de manera consecutiva anotando de tiro libre, superando a Cristiano Ronaldo que había logrado el récord anotando 3 consecutivos.
Para la temporada 2016-17, al mando de Antonio Conte, se le dio menos juego, pero igualmente contribuyó en la temporada para que el Chelsea se quedara con el título de la Premier League.
Al finalizar la temporada 2019-20 abandonó el Chelsea F. C. tras cumplir su contrato y el 14 de agosto de 2020 fichó como agente libre por el Arsenal F. C. firmando un contrato por tres temporadas. Tras un año en el equipo, a finales de agosto de 2021 llegó a un acuerdo para la rescisión de su contrato y volver a Corinthians. Esta segunda etapa en el club duró doce meses, llegando a un acuerdo para rescindir su contrato que tenía vigencia hasta finales de 2023.
Entonces regresó a Inglaterra y el 1 de septiembre firmó por un año con el Fulham F. C. Disputó 27 partidos en la Premier League, en los que anotó cinco goles y dio seis asistencias, y en julio llegó a un acuerdo para renovar por una temporada. Tras esta segunda campaña el club le ofreció seguir una tercera, pero el 16 de agosto de 2024 comunicó que no iba a continuar publicando un mensaje de despedida. Unos días después fichó por el Olympiacos F. C. griego, equipo en el que estuvo hasta final de año. El siguiente 6 de febrero se hizo oficial su vuelta al Fulham F. C. hasta el mes de junio. Llegado ese momento volvió a quedar libre y dejó el club habiendo marcado diez goles en 79 partidos.

## Selección nacional

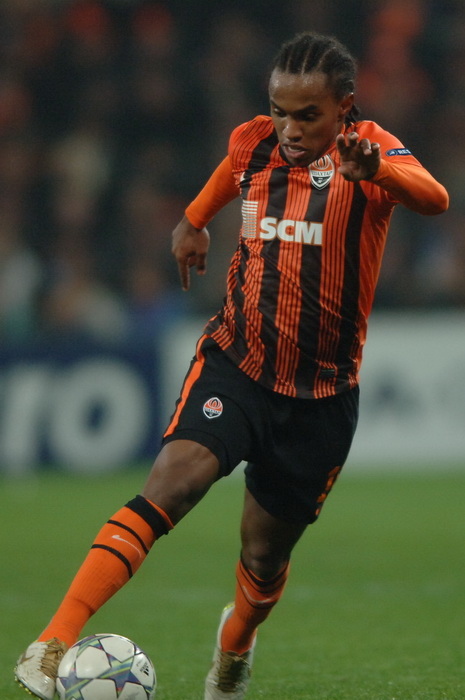
Willian jugando en la Liga de Campeones con el Shakhtar.

### Categorías inferiores
Willian participó en las categorías inferiores de la selección brasileña, siendo convocados para jugar partidos amistosos con la sub-17 aunque no disputó ningún torno oficial en dicha categoría. Para 2007 fue incluido en la lista final de convocados para el Sudamericano sub-20 de ese año. En dicho certamen no conseguiría anotar goles, no obstante, mostró un gran nivel y la selección brasileña quedó campeona del torneo. En el Mundial sub-20 de Canadá serían eliminados por España en los octavos de final aunque su nivel fue uno de los más destacados del torneo ocasionando su fichaje por el Shakhtar Donetsk. 

#### Participaciones con la sub-20
| Mundial                  | Sede     | Resultado        | Partidos | Goles |
| ------------------------ | -------- | ---------------- | -------- | ----- |
| Sudamericano Sub-20 2007 | Paraguay | Campeón          | 8        | 0     |
| Copa Mundial Sub-20 2007 | Canadá   | Octavos de final | 4        | 0     |

### Selección absoluta
Durante 2011, Mano Menezes lo convocó para jugar dos partidos amistosos. En ambos ingresaría como suplente y no llegaría a convertir. Después de 2 años sin ser convocado, Luiz Felipe Scolari (reemplazante de Menezes en la dirección técnica de la selección brasileña) lo volvió a convocar para enfrentar a las selecciones de Honduras y Chile en noviembre en los Estados Unidos y Canadá (respectivamente), en reemplazo, junto con Robinho, de Diego Costa, quien se había decidido por jugar para la selección española. Nuevamente ingresaría de suplente en ambos partidos pero mostrando un gran nivel y marcando un gol frente a los hondureños.
El 24 de abril de 2014 Luiz Felipe Scolari confirmó que Willian estaría entre los 23 jugadores que representaría a Brasil en la Copa Mundial de Fútbol de 2014. Su inclusión fue ratificada el 7 de mayo de 2014 cuando Scolari publicó la lista final jugadores.
Jugó los 5 partidos de la selección de Brasil en la Copa Mundial de Fútbol de 2018. Su selección fue eliminada en los cuartos de final al perder por 2 a 1 contra Bélgica.

#### Participaciones en Copas del Mundo
| Mundial           | Sede   | Resultado        | Partidos | Goles |
| ----------------- | ------ | ---------------- | -------- | ----- |
| Copa Mundial 2014 | Brasil | Cuarto lugar     | 5        | 0     |
| Copa Mundial 2018 | Rusia  | Cuartos de final | 5        | 0     |

#### Participaciones en Eliminatorias al Mundial
| Eliminatorias                 | Resultado  | Partidos | Goles |
| ----------------------------- | ---------- | -------- | ----- |
| Eliminatorias Mundial de 2018 | 1.er lugar | 17       | 4     |

#### Participaciones en Copas América
| Copa                    | Sede           | Resultado        | Partidos | Goles |
| ----------------------- | -------------- | ---------------- | -------- | ----- |
| Copa América 2015       | Chile          | Cuartos de final | 4        | 0     |
| Copa América Centenario | Estados Unidos | Fase de grupos   | 3        | 0     |
| Copa América 2019       | Brasil         | Campeón          | 4        | 1     |

### Goles internacionales
| Gol | Fecha                   | Sede                                          | Oponente  | Marcador | Resultado | Competición              |
| --- | ----------------------- | --------------------------------------------- | --------- | -------- | --------- | ------------------------ |
| 1.  | 17 de noviembre de 2013 | Estadio Sun Life, Estados Unidos              | Honduras  | 0-4      | 0-5       | Amistoso                 |
| 2.  | 3 de junio de 2014      | Estadio Serra Dourada, Brasil                 | Panamá    | 4-0      | 4-0       | Amistoso                 |
| 3.  | 17 de noviembre de 2014 | Estadio Olímpico Atatürk, Turquía             | Turquía   | 0-3      | 0-4       | Amistoso                 |
| 4.  | 17 de noviembre de 2014 | MetLife Stadium, Estados Unidos               | Ecuador   | 1-0      | 1-0       | Amistoso                 |
| 5.  | 14 de octubre de 2015   | Estádio Castelão, Fortaleza, Brasil           | Venezuela | 1–0      | 3–1       | Eliminatorias Rusia 2018 |
| 6.  | 14 de octubre de 2015   | Estádio Castelão, Fortaleza, Brasil           | Venezuela | 2–0      | 3–1       | Eliminatorias Rusia 2018 |
| 7.  | 12 de octubre de 2016   | Estadio Metropolitano de Mérida, Venezuela    | Venezuela | 0-2      | 0-2       | Eliminatorias Rusia 2018 |
| 8.  | 5 de septiembre de 2017 | Estadio Metropolitano, Barranquilla, Colombia | Colombia  | 0-1      | 1-1       | Eliminatorias Rusia 2018 |
| 9.  | 22 de junio de 2019     | Arena Corinthians, São Paulo, Brasil          | Perú      | 5–0      | 5–0       | Copa América 2019        |

## Estadísticas

### Clubes
Actualizado al último partido disputado el 10 de mayo de 2025.
| Club                             | Div.          | Temporada     | Liga  | Liga  | Estatales | Estatales | Copas nacionales | Copas nacionales | Torneos internacionales | Torneos internacionales | Total | Total | Media goleadora |
| Club                             | Div.          | Temporada     | Part. | Goles | Part.     | Goles     | Part.            | Goles            | Part.                   | Goles                   | Part. | Goles | Media goleadora |
| -------------------------------- | ------------- | ------------- | ----- | ----- | --------- | --------- | ---------------- | ---------------- | ----------------------- | ----------------------- | ----- | ----- | --------------- |
| S. C. Corinthians · Brasil       | 1.ª           | 2006          | 5     | 0     | 2         | 0         | 0                | 0                | 0                       | 0                       | 7     | 0     | 0               |
| S. C. Corinthians · Brasil       | 1.ª           | 2007          | 15    | 2     | 14        | 0         | 4                | 0                | 0                       | 0                       | 33    | 2     | 0.06            |
| F. K. Shakhtar Donetsk · Ucrania | 1.ª           | 2007-08       | 20    | 0     | —         | —         | 6                | 1                | 2                       | 0                       | 28    | 1     | 0.04            |
| F. K. Shakhtar Donetsk · Ucrania | 1.ª           | 2008-09       | 29    | 5     | —         | —         | 6                | 1                | 17                      | 2                       | 52    | 8     | 0.15            |
| F. K. Shakhtar Donetsk · Ucrania | 1.ª           | 2009-10       | 22    | 5     | —         | —         | 4                | 1                | 13                      | 1                       | 39    | 7     | 0.18            |
| F. K. Shakhtar Donetsk · Ucrania | 1.ª           | 2010-11       | 28    | 3     | —         | —         | 5                | 3                | 10                      | 2                       | 43    | 8     | 0.19            |
| F. K. Shakhtar Donetsk · Ucrania | 1.ª           | 2011-12       | 27    | 5     | —         | —         | 4                | 0                | 6                       | 1                       | 37    | 6     | 0.16            |
| F. K. Shakhtar Donetsk · Ucrania | 1.ª           | 2012-13       | 14    | 2     | —         | —         | 2                | 1                | 6                       | 4                       | 22    | 7     | 0.32            |
| F. K. Shakhtar Donetsk · Ucrania | Total club    | Total club    | 140   | 20    | —         | —         | 27               | 7                | 54                      | 10                      | 221   | 37    | 0.17            |
| F. K. Anzhí Majachkalá · Rusia   | 1.ª           | 2012-13       | 7     | 1     | —         | —         | 3                | 0                | 3                       | 0                       | 13    | 1     | 0.08            |
| F. K. Anzhí Majachkalá · Rusia   | 1.ª           | 2013-14       | 4     | 0     | —         | —         | 0                | 0                | 0                       | 0                       | 4     | 0     | 0               |
| F. K. Anzhí Majachkalá · Rusia   | Total club    | Total club    | 11    | 1     | —         | —         | 3                | 0                | 3                       | 0                       | 17    | 1     | 0.06            |
| Chelsea F. C. Inglaterra         | 1.ª           | 2013-14       | 25    | 4     | —         | —         | 6                | 0                | 11                      | 0                       | 42    | 4     | 0.1             |
| Chelsea F. C. Inglaterra         | 1.ª           | 2014-15       | 36    | 2     | —         | —         | 6                | 1                | 7                       | 1                       | 49    | 4     | 0.08            |
| Chelsea F. C. Inglaterra         | 1.ª           | 2015-16       | 35    | 5     | —         | —         | 6                | 1                | 8                       | 5                       | 49    | 11    | 0.22            |
| Chelsea F. C. Inglaterra         | 1.ª           | 2016-17       | 34    | 8     | —         | —         | 7                | 4                | —                       | —                       | 41    | 12    | 0.29            |
| Chelsea F. C. Inglaterra         | 1.ª           | 2017-18       | 36    | 6     | —         | —         | 11               | 4                | 8                       | 3                       | 55    | 13    | 0.24            |
| Chelsea F. C. Inglaterra         | 1.ª           | 2018-19       | 32    | 3     | —         | —         | 9                | 2                | 15                      | 3                       | 56    | 8     | 0.14            |
| Chelsea F. C. Inglaterra         | 1.ª           | 2019-20       | 36    | 9     | —         | —         | 4                | 1                | 7                       | 1                       | 47    | 11    | 0.19            |
| Chelsea F. C. Inglaterra         | Total club    | Total club    | 234   | 37    | —         | —         | 49               | 13               | 56                      | 13                      | 339   | 63    | 0.19            |
| Arsenal F. C. Inglaterra         | 1.ª           | 2020-21       | 25    | 1     | —         | —         | 3                | 0                | 9                       | 0                       | 37    | 1     | 0.03            |
| Arsenal F. C. Inglaterra         | Total club    | Total club    | 25    | 1     | —         | —         | 3                | 0                | 9                       | 0                       | 37    | 1     | 0.03            |
| S. C. Corinthians · Brasil       | 1.ª           | 2021          | 9     | 0     | ―         | ―         | ―                | ―                | ―                       | ―                       | 9     | 0     | 0               |
| S. C. Corinthians · Brasil       | 1.ª           | 2022          | 14    | 0     | 12        | 1         | 2                | 0                | 8                       | 0                       | 36    | 1     | 0.03            |
| S. C. Corinthians · Brasil       | Total club    | Total club    | 43    | 2     | 28        | 1         | 6                | 0                | 8                       | 0                       | 85    | 3     | 0.04            |
| Fulham F. C. Inglaterra          | 1.ª           | 2022-23       | 27    | 5     | ―         | ―         | 3                | 0                | ―                       | ―                       | 30    | 5     | 0.17            |
| Fulham F. C. Inglaterra          | 1.ª           | 2023-24       | 31    | 4     | ―         | ―         | 6                | 1                | ―                       | ―                       | 37    | 5     | 0.14            |
| Olympiacos F. C. · Grecia        | 1.ª           | 2024-25       | 6     | 0     | ―         | ―         | 1                | 0                | 4                       | 0                       | 11    | 0     | 0               |
| Olympiacos F. C. · Grecia        | Total club    | Total club    | 6     | 0     | 0         | 0         | 1                | 0                | 4                       | 0                       | 11    | 0     | 0               |
| Fulham F. C. Inglaterra          | 1.ª           | 2024-25       | 10    | 0     | ―         | ―         | 2                | 0                | ―                       | ―                       | 12    | 0     | 0               |
| Fulham F. C. Inglaterra          | Total club    | Total club    | 68    | 9     | 0         | 0         | 11               | 1                | 0                       | 0                       | 79    | 10    | 0.13            |
| Total carrera                    | Total carrera | Total carrera | 527   | 70    | 28        | 1         | 100              | 21               | 134                     | 23                      | 789   | 115   | 0.15            |
| 1. 2. 3. 4.                      |               |               |       |       |           |           |                  |                  |                         |                         |       |       |                 |

### Selecciones
Actualizado al último partido jugado el 15 de noviembre de 2019.
| Selección | Temporada | Amistosos | Amistosos | Amistosos | Eliminatorias | Eliminatorias | Eliminatorias | Copa América | Copa América | Copa América | Mundial | Mundial | Mundial | Total | Total | Total  |
| Selección | Temporada | Part.     | Goles     | Asist.    | Part.         | Goles         | Asist.        | Part.        | Goles        | Asist.       | Part.   | Goles   | Asist.  | Part. | Goles | Asist. |
| --------- | --------- | --------- | --------- | --------- | ------------- | ------------- | ------------- | ------------ | ------------ | ------------ | ------- | ------- | ------- | ----- | ----- | ------ |
| Brasil    | 2011      | 2         | 0         | 0         | -             | -             | -             | -            | -            | -            | -       | -       | -       | 2     | 0     | 0      |
| Brasil    | 2012      | -         | -         | -         | -             | -             | -             | -            | -            | -            | -       | -       | -       | 0     | 0     | 0      |
| Brasil    | 2013      | 2         | 1         | 0         | -             | -             | -             | -            | -            | -            | -       | -       | -       | 2     | 1     | 0      |
| Brasil    | 2014      | 9         | 3         | 1         | -             | -             | -             | -            | -            | -            | 5       | 0       | 0       | 14    | 3     | 1      |
| Brasil    | 2015      | 6         | 0         | 2         | 4             | 2             | 1             | 4            | 0            | 1            | -       | -       | -       | 14    | 2     | 4      |
| Brasil    | 2016      | 1         | 0         | 0         | 7             | 1             | 2             | 3            | 0            | 0            | -       | -       | -       | 11    | 1     | 2      |
| Brasil    | 2017      | 4         | 0         | 1         | 6             | 1             | 2             | -            | -            | -            | -       | -       | -       | 10    | 1     | 3      |
| Brasil    | 2018      | 7         | 0         | 4         | -             | -             | -             | -            | -            | -            | 5       | 0       | 1       | 12    | 0     | 5      |
| Brasil    | 2019      | 1         | 0         | 0         | -             | -             | -             | 4            | 1            | 0            | -       | -       | -       | 5     | 1     | 0      |
| Total     | Total     | 32        | 4         | 8         | 17            | 4             | 5             | 11           | 1            | 1            | 10      | 0       | 1       | 70    | 9     | 15     |

## Palmarés

### Campeonatos nacionales
| Título                  | Club                  | País       | Año  |
| ----------------------- | --------------------- | ---------- | ---- |
| Copa de Ucrania         | F. K. Shajtar Donetsk | Ucrania    | 2008 |
| Liga Premier de Ucrania | F. K. Shajtar Donetsk | Ucrania    | 2008 |
| Supercopa de Ucrania    | F. K. Shajtar Donetsk | Ucrania    | 2008 |
| Liga Premier de Ucrania | F. K. Shajtar Donetsk | Ucrania    | 2010 |
| Supercopa de Ucrania    | F. K. Shajtar Donetsk | Ucrania    | 2010 |
| Liga Premier de Ucrania | F. K. Shajtar Donetsk | Ucrania    | 2011 |
| Copa de Ucrania         | F. K. Shajtar Donetsk | Ucrania    | 2011 |
| Copa de Ucrania         | F. K. Shajtar Donetsk | Ucrania    | 2012 |
| Liga Premier de Ucrania | F. K. Shajtar Donetsk | Ucrania    | 2012 |
| Liga Premier de Ucrania | F. K. Shajtar Donetsk | Ucrania    | 2013 |
| Copa de Ucrania         | F. K. Shajtar Donetsk | Ucrania    | 2013 |
| Copa de la Liga         | Chelsea F. C.         | Inglaterra | 2015 |
| Premier League          | Chelsea F. C.         | Inglaterra | 2015 |
| Premier League          | Chelsea F. C.         | Inglaterra | 2017 |
| FA Cup                  | Chelsea F. C.         | Inglaterra | 2018 |
| Community Shield        | Arsenal F. C.         | Inglaterra | 2020 |

### Campeonatos internacionales
| Título                 | Club (*)              | Sede     | Año  |
| ---------------------- | --------------------- | -------- | ---- |
| Copa de la UEFA        | F. K. Shajtar Donetsk | Estambul | 2009 |
| Liga Europa de la UEFA | Chelsea F. C.         | Bakú     | 2019 |
| Copa América           | Brasil                | Brasil   | 2019 |

(*) Incluyendo la selección.

### Distinciones individuales
| Distinción                                                            | Año  |
| --------------------------------------------------------------------- | ---- |
| Incluido en el Once Ideal de la primera fecha de la Copa América 2015 | 2015 |

## Willian The Game
A comienzos de mayo de 2020 anunció a través de sus redes sociales el inminente lanzamiento de Willian The Game, un videojuego desarrollado para dispositivos móviles que lo tiene como protagonista. En el juego, que combina acertijos con fútbol, debemos controlar a Willian y resolver situaciones de gol en forma exitosa para progresar en sus niveles, recorriendo toda la carrera de Willian en el proceso. El videojuego fue lanzado el 17 de mayo para iOS y Android.